# Liceul Teoretic „Ady Endre” din Oradea

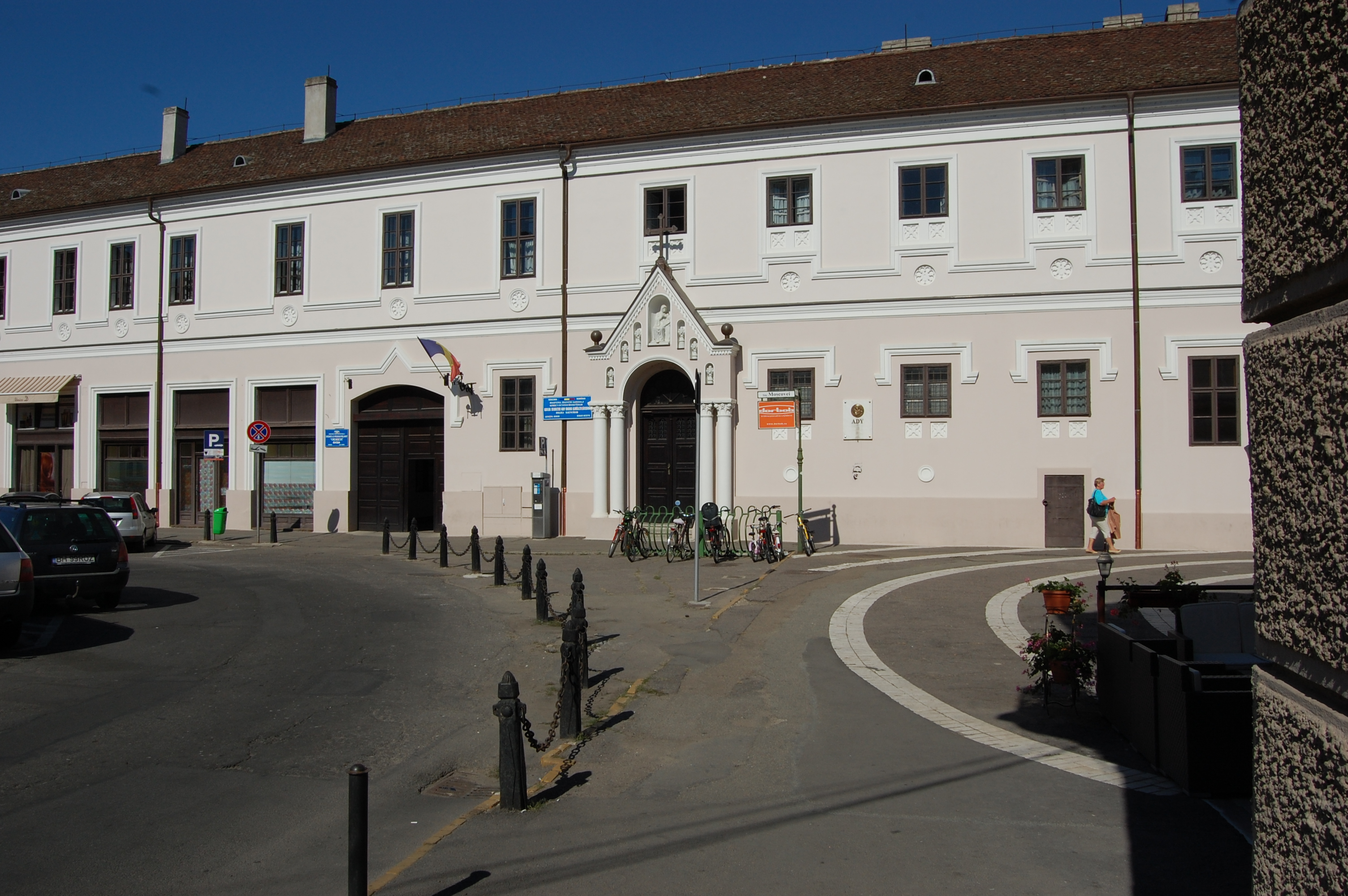

Liceul Teoretic Ady Endre este o instituție de învățământ preuniversitar din Oradea, fiind cel mai important liceu cu predare în maghiară din oraș.
Instituția este urmașul de drept al școlii de fete aparținând „Ordinului Ursulinelor”, înființată de canonicul István Szentzi în 1771. Instituția funcționează în Complexul Ursulinelor din Oradea.
În 1856 a fost înființat un liceu pedagogic, care a format în special dascăli pentru învățământul confesional. La sfârșitul secolului al XIX-lea instituția a fost extinsă printr-o școală orășenească de fete.
În 2013 în cadrul liceului activau circa 900 de elevi și 72 de profesori. Instituția poartă numele scriitorului Endre Ady.